# Onšov
Onšov är en ort i Tjeckien.   Den ligger i regionen Vysočina, i den centrala delen av landet, 80 km sydost om huvudstaden Prag. Onšov ligger 449 meter över havet och antalet invånare är 241.
Terrängen runt Onšov är lite kuperad. Runt Onšov är det ganska glesbefolkat, med 29 invånare per kvadratkilometer. Närmaste större samhälle är Pelhřimov, 17,5 km söder om Onšov. Trakten runt Onšov består till största delen av jordbruksmark.